# Promised Land (film, 2012)
Pour le film d'Amos Gitaï, voir Terre promise "Promised Land".
Pour les articles homonymes, voir Promised Land.
Pour plus de détails, voir Fiche technique et Distribution.
Promised Land ou Terre Promise au Québec, est un drame américain de Gus Van Sant, sorti en 2012.

## Résumé
Steve Butler et sa collègue Sue Thomason, employés de la compagnie pétrolière Global, arrivent à McKinley, une bourgade de campagne de Pennsylvanie, avec pour but de louer des droits de forage sur les terres des paysans en leur promettant de faire fortune avec l'or qu'ils ont sous les pieds. En effet, le sous-sol du village, qui aux États-Unis appartient aux propriétaires des terres, recèle un important gisement de gaz de schiste que compte exploiter la firme Global. Butler croit la tâche facile comme pour ses autres prospections, car les promesses financières sont très alléchantes pour les paysans peu fortunés du village.
Mais c'est sans compter sur Frank Yates, un ingénieur de chez Boeing en retraite qui subodore que la promesse financière pourrait être un piège, et qui connaît parfaitement les forts risques environnementaux de la fracturation hydraulique liée à cette industrie.
Steve et Sue restent au village plusieurs jours, démarchent les propriétaires un par un, se montrent aimables et patients et s'intègrent peu à peu en fréquentant le bar, afin d'amadouer la population. Dustin Noble de l'association écologiste Athena arrive soudain pour alerter le village des dangers de l'exploitation de cette ressource énergétique, en brandissant des panneaux où l'on voit des vaches mortes dans les champs, victimes de cette industrie.
Steve succombe peu à peu au charme d'Alice, l'institutrice du village, alors que le village s'apprête à voter pour ou contre l'exploitation du gaz de schiste. Mais des rebondissements viennent bouleverser les choses.

## Fiche technique
- Titre original et français : Promised Land
- Titre québécois : Terre Promise
- Réalisation : Gus Van Sant
- Scénario : John Krasinski et Matt Damon, d'après un sujet de Dave Eggers
- Direction artistique : Daniel B. Clancy
- Décors : Gregory A. Weimerskirch
- Costumes : Juliet Polcsa
- Montage : Billy Rich
- Musique : Danny Elfman
- Photographie : Linus Sandgren
- Son : Robert Jackson
- Production : Chris Moore
- Sociétés de production : Focus Features, Imagenation Abu Dhabi, Participant Media et Pearl Street Films
- Sociétés de distribution : Focus Features, Mars Films
- Budget :
- Pays d’origine :  États-Unis
- Langue originale : anglais
- Durée :
- Format : couleur - 35 mm - 1,85:1 - son Dolby numérique
- Genre : Drame
- Dates de sortie
 États-Unis : 28 décembre 2012
 Canada : 4 janvier 2013
 France : 17 avril 2013
 Belgique : 20 mars 2013

## Distribution
- Matt Damon (V. F. : Damien Boisseau ; V. Q. : Gilbert Lachance) : Steve Butler
- John Krasinski (V. F. : Stéphane Pouplard ; V. Q. : Frédéric Paquet) : Dustin Noble
- Frances McDormand (V. F. : Danièle Douet ; V. Q. : Christine Séguin) : Sue Thomason
- Rosemarie DeWitt (V. F. : Laëtitia Lefebvre ; V. Q. : Isabelle Leyrolles) : Alice
- Hal Holbrook (V. F. : Marc Cassot ; V. Q. : Hubert Fielden) : Frank Yates
- Tim Guinee : Drew
- Terry Kinney (V. F. : Guillaume Orsat ; V. Q. : Marc Bellier) : David Churchill
- Lucas Black (V. F. : Franck Lorrain ; VQ : Hugolin Chevrette) : Paul Geary
- Titus Welliver (V. F. : Olivier Vagneux ; V. Q. : Manuel Tadros) : Rob
- Ken Strunk (V. F. : Patrick Raynal ; V. Q. : Mario Desmarais) : Gerry Richards
- Scoot McNairy (V. F. : Thomas Roditi ; VQ : Renaud Paradis) : Jeff Dennon

Sources et légendes : Version française (V. F.) sur RS Doublage et AlloDoublage ; Version québécoise (V. Q.) sur Doublage.qc.ca

## Distinctions

### Récompenses
- National Board of Review Awards 2013 : NBR Freedom of Expression
- Berlinale 2013 : Mention spéciale du jury